# Иоанн Дебарский
Иоанн Дебарский (болг. Йоан Дебърски; 1018—1037) — болгарский священник, первый архиепископ Охридский.
По словам французского историка Шарля Дюканжа, Иоанн родился в деревне около города Дебара (в настоящее время — на территории Северной Македонии). Был игуменом монастыря Пресвятой Богородицы в Дебаре. В 1018 году стал первым архиепископом Охрида после упразднения автокефальной Болгарской православной церкви и учреждения вместо неё Охридской архиепископии. Оставался главой архиепископства до своей смерти в 1037 году.
По мнению ряда исследователей, может быть отождествлён с последним болгарским патриархом Давидом.
По утверждению Марина Дринова (считается спорным), поручил перевести на славянский язык жития Антония Великого и Панкратия Тавроменийского.